# Gilf Kebir
A Gilf Kebir vagy Gilf el-Kebir (arab: جلف كبير) egy fennsík, amely Egyiptom délnyugati sarkában és Líbia délkeleti részén húzódó sivatagi terület.  
A Líbiai-sivatag középső részén húzódó hegyvidékes terület kiterjedése kb. 15 770 km², melynek nagyobb része Egyiptom területén fekszik. Kőzetanyaga többnyire homokkő és bazalt. Nagyobb része mintegy 300 méterrel emelkedik a környező sivatag fölé. Legmagasabb része kb. 1080 méter. 
Két fő részből áll: 
- Abu Ras-fennsík északnyugaton
- Kamal el-Din-fennsík délkeleten

Az észak-déli irányban 200 km hosszan elnyúló, helyenként 100 km-nél is szélesebb fennsík peremeit számos vádi tagolja. 
Az északnyugati részben fekvő egyik vádiban, a Vádi Szúra területén fedezte fel 1933-ban az Almásy László vezette expedíció a történelem előtti időkből való híres sziklarajzokat. Azóta a Gilf Kebir számos pontján találtak hasonló, újkőkorszaki rajzokat. Ezen rajzok is bizonyítják, hogy az egykori emberek a mainál jóval kedvezőbb körülmények között éltek itt. A valamikori nedvesebb időszakban gazdag növényzet, állatvilág és szarvasmarhát terelő emberek éltek a területen. Különböző kőeszközöket találtak ebből a korból. 
A plató hírnevéhez hozzájárult a részben itt játszódó Az angol beteg (1992) című regény is, melyből kilenc Oscar-díjjal jutalmazott film készült.

## Vádik

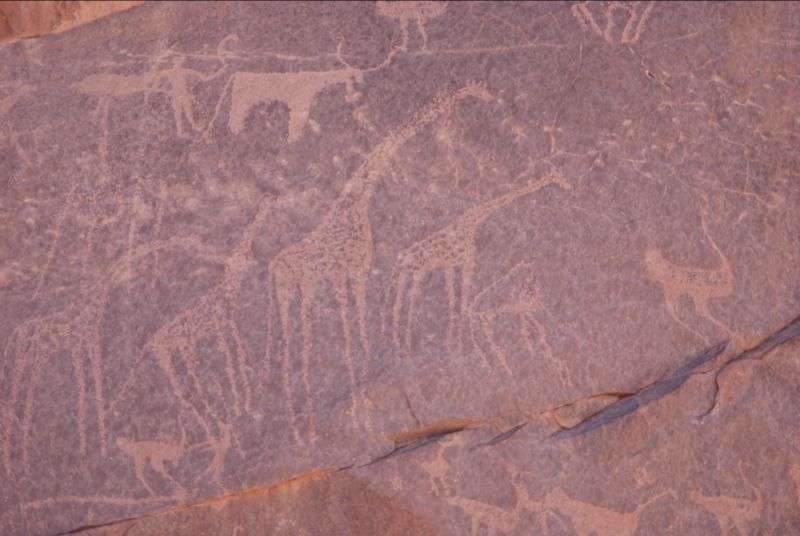
Ősi sziklarajzok a Gilf Kebirben, zsiráfokat, struccokat, terelt teheneket ábrázolva

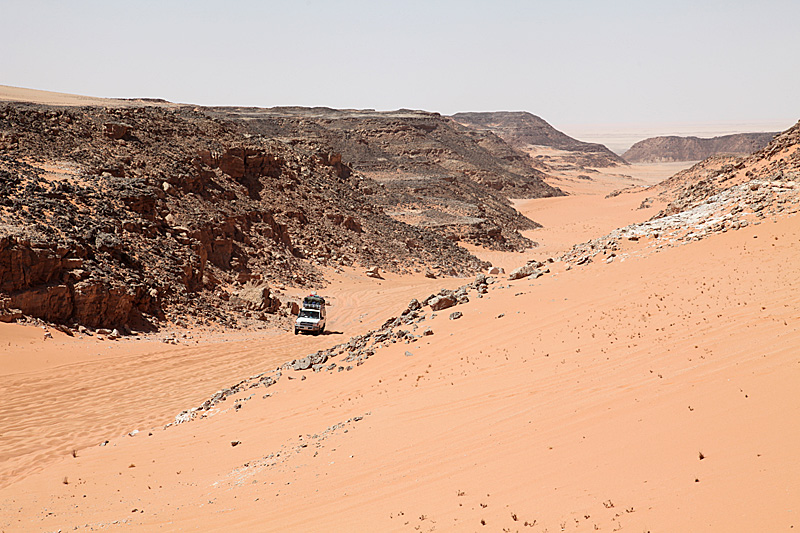
Az Aqaba-átjáró

A Gilf Kebirben húzódó vádik:
- Wadi Akhdar (وادى الاخضر)
- Wadi Bakht (وادى البخت)
- Wadi Dayiq (وادى الضيق)
- Wadi Firaq (وادى فراق)
- Wadi Gazayir (وادى الجزائر)
- Wadi Maftuh (وادى مفتوح)
- Wadi Mashi (وادى مشى)
- Wadi Sura (وادي صورة)
- Wadi Wassa (وادى وسع)
- Wadi Hamra (وادي حمراء)

## Fordítás
- Ez a szócikk részben vagy egészben  a   Gilf el-Kebir című német Wikipédia-szócikk fordításán alapul.  Az eredeti cikk szerkesztőit annak laptörténete sorolja fel. Ez a jelzés csupán a megfogalmazás eredetét és a szerzői jogokat jelzi, nem szolgál a cikkben szereplő információk forrásmegjelöléseként.